# Tufton Hall Waterfalls
Die Tufton Hall Falls sind Wasserfälle auf der Karibikinsel Grenada.

## Geographie
Die Wasserfälle liegen bei Victoria im Parish Saint Mark am Hang des Mount Nelson. Der Wasserfall ist der voluminöseste von Grenada, wurde jedoch erst vor kurzem[Wann?] entdeckt.